# Hofstetten bei Brienz
Hofstetten bei Brienz är en ort och kommun i distriktet Interlaken-Oberhasli i kantonen Bern, Schweiz. Kommunen har 542 invånare (2023).
I kommunen ligger friluftsmuseet Freilichtmuseum Ballenberg.